# Daniel Barber
Daniel Barber (* 1965) é um cineasta britânico. Como reconhecimento, foi nomeado ao Oscar 2008 na categoria de Melhor Curta-metragem por The Tonto Woman.